# Ceraspis centralis
Ceraspis centralis är en skalbaggsart som beskrevs av Sharp 1877. Ceraspis centralis ingår i släktet Ceraspis och familjen Melolonthidae. Inga underarter finns listade i Catalogue of Life.